# Mashonda

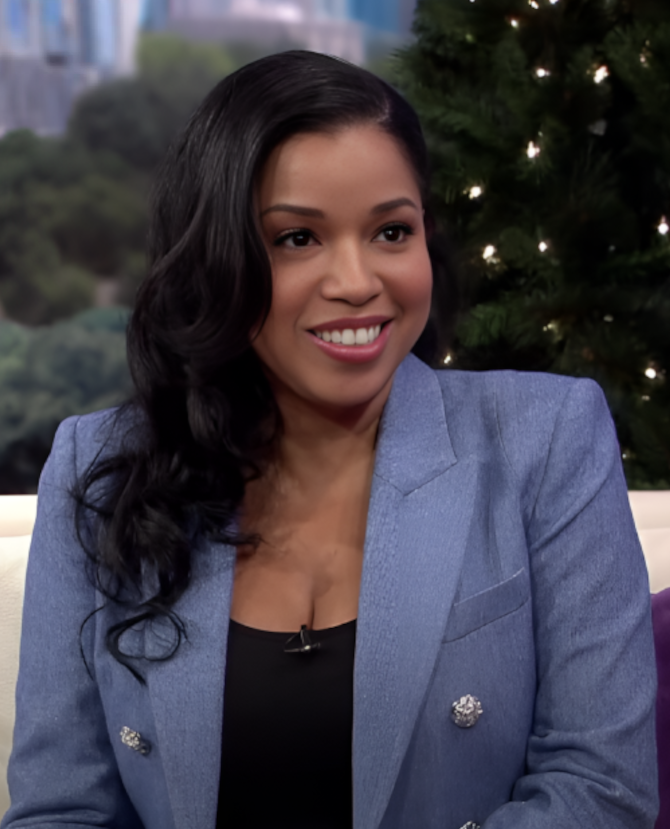
Mashonda (2018)

Mashonda (* 9. Januar 1978 in Massachusetts, eigentlich Mashonda Tifrere-Dean) ist eine US-amerikanische R&B-Sängerin. Sie ist bei Full Surface unter Vertrag.
Sie war mit dem amerikanischen Hip-Hop-Produzenten Swizz Beatz verheiratet.
Nach einigen Features unter anderen mit Cassidy und Fat Joe kam 2005 ihr erstes Album namens January Joy auf den Markt. Es wurde jedoch nur in Europa veröffentlicht. Für das Album waren als Produzenten Scott Storch, Rich Harrison und Mashondas damaliger Ehemann Swizz Beatz verantwortlich.
| Personendaten    | Personendaten                            |
| ---------------- | ---------------------------------------- |
| NAME             | Mashonda                                 |
| ALTERNATIVNAMEN  | Tifrere-Dean, Mashonda (wirklicher Name) |
| KURZBESCHREIBUNG | US-amerikanische R&B-Sängerin            |
| GEBURTSDATUM     | 9. Januar 1978                           |
| GEBURTSORT       | Massachusetts                            |